# Mausohrkolonien in Lohndorf, Ehrl und Amlingstadt
Mausohrkolonien in Lohndorf, Ehrl und Amlingstadt este o arie protejată (arie specială de conservare — SAC, sit de importanță comunitară — SCI) din Germania întinsă pe o suprafață de 0,03 ha, integral pe uscat.

## Localizare
Centrul sitului Mausohrkolonien in Lohndorf, Ehrl und Amlingstadt este situat la coordonatele 49°54′57″N 11°02′54″E / 49.9158°N 11.0483°E.

## Înființare
Situl Mausohrkolonien in Lohndorf, Ehrl und Amlingstadt a fost declarat sit de importanță comunitară în martie 2001 pentru a proteja 1 specie de animale. Situl a fost protejat și ca arie specială de conservare în aprilie 2016.

## Biodiversitate
Situată în ecoregiunea continentală, aria protejată nu include niciun habitat protejat.
La baza desemnării sitului se află o specie protejată de  mamifere: liliac comun (Myotis myotis).